# Christoph Schultze
Christoph Schultze (* Dezember 1606 in Sorau; † 26. August 1683 in Delitzsch) war ein deutscher Komponist.
Als Sohn eines früh verstorbenen Webers wurde Schultze in Lutherstadt Wittenberg und Torgau ausgebildet. In Torgau war er bis 1625 Kantoreipräfekt und Privatlehrer. 1625 ging er nach Leipzig. 1627 war er an der Universität Leipzig für Medizin und Philosophie immatrikuliert. Nach Aufgabe des Studiums wirkte er ab 1628 als Kantor von St. Laurentius (Halle). Er wechselte 1633 als Kantor nach Delitzsch, wo er 1647–1650 auch das Rektorat betreute.

## Werke
- Anfang und Unterweisung in der Singkunst. 1649.
- Das bittere Leiden und Sterben unsers Herren und Erlösers Jesu Christi aus dem heiligen Evangelisten Luca: nach den Personen mit 4 Stimmen komponiert (Lukas-Passion). 1653.
- Kirchen-Zierde (autobiographisches Werk, mindestens 60 Stücke), vor 1682.
- Lieder
- Konzerte